# Nottensdorf
Nottensdorf (plattdeutsch Nottensdörp) ist eine Mitgliedsgemeinde der Samtgemeinde Horneburg im niedersächsischen Landkreis Stade.

## Geografie
Nottensdorf liegt südlich der Bundesstraße 73 (B 73) auf dem Geestrand am Urstromtal der Elbe. Rund um das Dorf liegen Äcker, Wiesen, Weiden, Wald- und Heidestücke.
Zu Nottensdorf gehören im Norden liegend die Ortsteile Schragenberg und Habeckstal (auch Habecksfeld genannt).
Die Gemeinde Nottensdorf grenzt im Norden an die Gemeinde Neuenkirchen im Alten Land, im Osten an die Hansestadt Buxtehude, im Süden an die Gemeinde Apensen und im Westen an die Gemeinden Bliedersdorf und Horneburg.

## Geschichte
Nottensdorf wurde 1270 erstmals urkundlich erwähnt. Die Urkunde ist jedoch bei einem Bombenangriff auf Hannover im Zweiten Weltkrieg verbrannt. Die älteste Abschrift mit dem Ortsnamen Notmestorpe stammt von 1303, woran ein Gedenkstein im Ort erinnert.
Wohingegen die meisten der benachbarten Dörfer, wie zum Beispiel Bliedersdorf, Horneburg und Dollern während des 18. Jahrhunderts abbrannten und Neukloster sogar zweimal abbrannte (1806, 1925), blieb Nottensdorf von Bränden verschont. Das Dorf hatte unter anderem auch einen Nachtwächter, welcher, im Falle eines Brandes, sofort hätte Alarm schlagen sollen.
Allerdings kam es dennoch zu Zerstörungen, da, kurz vor Ende des Zweiten Weltkrieges, die vorrückenden englischen Truppen mit Panzergranaten auf das Dorf schossen. Nach den Zerstörungen in den letzten Tagen des Zweiten Weltkrieges trat eine große Veränderung des Ortsbildes ein. Während vorher Strohdachhäuser vorherrschten, nahmen danach  die jetzt überwiegend vorhandenen Neubauten zu. Nottensdorf war bis in die 1960er Jahre ein reines Bauerndorf. Heute ist Nottensdorf ein Wohnort mit nur noch wenigen spezialisierten landwirtschaftlichen Betrieben, Firmen der Baubranche, der Gastronomie und des Hotelgewerbes.

## Einwohner

### Bevölkerungsentwicklung
| - 1524: 11 - 1536: 15 - 1604: 15 - 1630: 13 - 1639: 12 - 1707: 21 - 1722: 25 - 1741: 35 - 1777: 36 - 1791: 36 | - 1816: 220 - 1823: 236 - 1836: 293 - 1839: 286 - 1842: 299 - 1845: 318 - 1848: 319 - 1852: 353 - 1855: 361 - 1858: 343 | - 1861: 340 - 1867: 346 - 1871: 319 - 1875: 314 - 1880: 367 - 1885: 358 - 1890: 343 - 1895: 300 - 1900: 312 - 1905: 417 | - 1925: 429 - 1933: 454 - 1938: 464 - 1939: 432 - 1950: 711 - 1961: 632 - 1965: 623 - 1970: 649 - 1976: 905 - 1992: 1.012 | - 1994: 1.065 - 2008: 1.441 - 2015: 1.431 - 2021: 1.607 |

### Religion
53 % der Bevölkerung sind evangelisch, 6 % katholisch. Auf lutherischer Seite ist die Kirchengemeinde im benachbarten Horneburg für Nottensdorf zuständig, die zum Kirchenkreis Buxtehude der hannoverschen Landeskirche gehört. Sofern unter den Protestanten auch Reformierte sind, gehören diese zur Gemeinde im fast 90 km westlich gelegenen Holßel, obwohl es auch im wesentlich näher gelegenen Hamburg eine Gemeinde der Evangelisch-reformierten Kirche gibt. Für die Katholiken ist die Pfarrei St. Maria in Buxtehude zuständig, die zum Dekanat Unterelbe im Bistum Hildesheim zählt.

## Politik

### Bürgermeister
Seit der Kommunalwahl 2021 ist Hartmut Huber (CDU) Bürgermeister der Gemeinde Nottensdorf.

### Gemeinderat
Der Rat der Gemeinde Nottensdorf besteht aus elf Ratsfrauen und Ratsherren. Dies ist die festgelegte Anzahl für eine Gemeinde mit einer Einwohnerzahl zwischen 1.001 und 2.000 Einwohnern. Die Ratsmitglieder werden durch eine Kommunalwahl für jeweils fünf Jahre gewählt. Die aktuelle Legislaturperiode begann am 1. November 2021 und endet am 31. Oktober 2026.
Die vergangenen Gemeinderatswahlen ergaben folgende Sitzverteilungen:

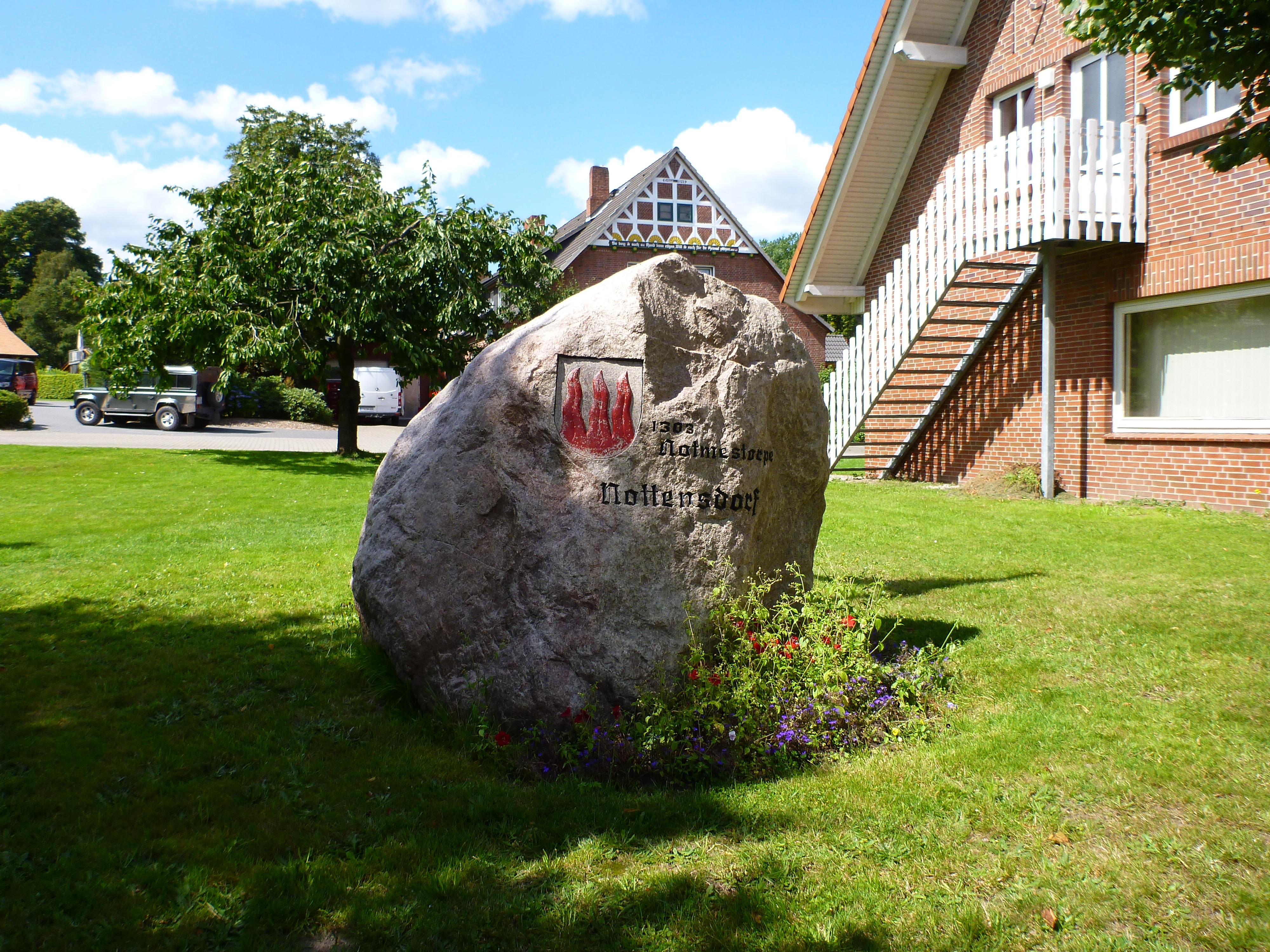
Ortsstein mit Wappen zur Erinnerung an die urkundliche Erwähnung von Notmestorpe im Jahre 1303

| Wahljahr | CDU | Grüne | SPD | Gesamt   |
| 2021     | 7   | 2     | 2   | 11 Sitze |
| 2016     | 8   | –     | 3   | 11 Sitze |

### Wappen
Seit 1948 darf die Gemeinde ein Wappen tragen.
Blasonierung: Das Gemeindewappen zeigt in Silber drei aufsteigende rote Flammen. Es symbolisiert die Zerstörung von Nottensdorf beim Einmarsch britischer Truppen im April 1945. Der Entwurf stammt von dem Nottensdorfer Lehrer Fritz Haß.
Das Dienstsiegel enthält das Wappen und die Umschrift „Gemeinde Nottensdorf, Landkreis Stade“. Die Flagge der Gemeinde Nottensdorf zeigt zwei rote Streifen oben und unten, dazwischen ein weißer Streifen im Verhältnis 1:2:1, in der Mitte belegt mit dem Gemeindewappen.

## Kultur und Sehenswürdigkeiten

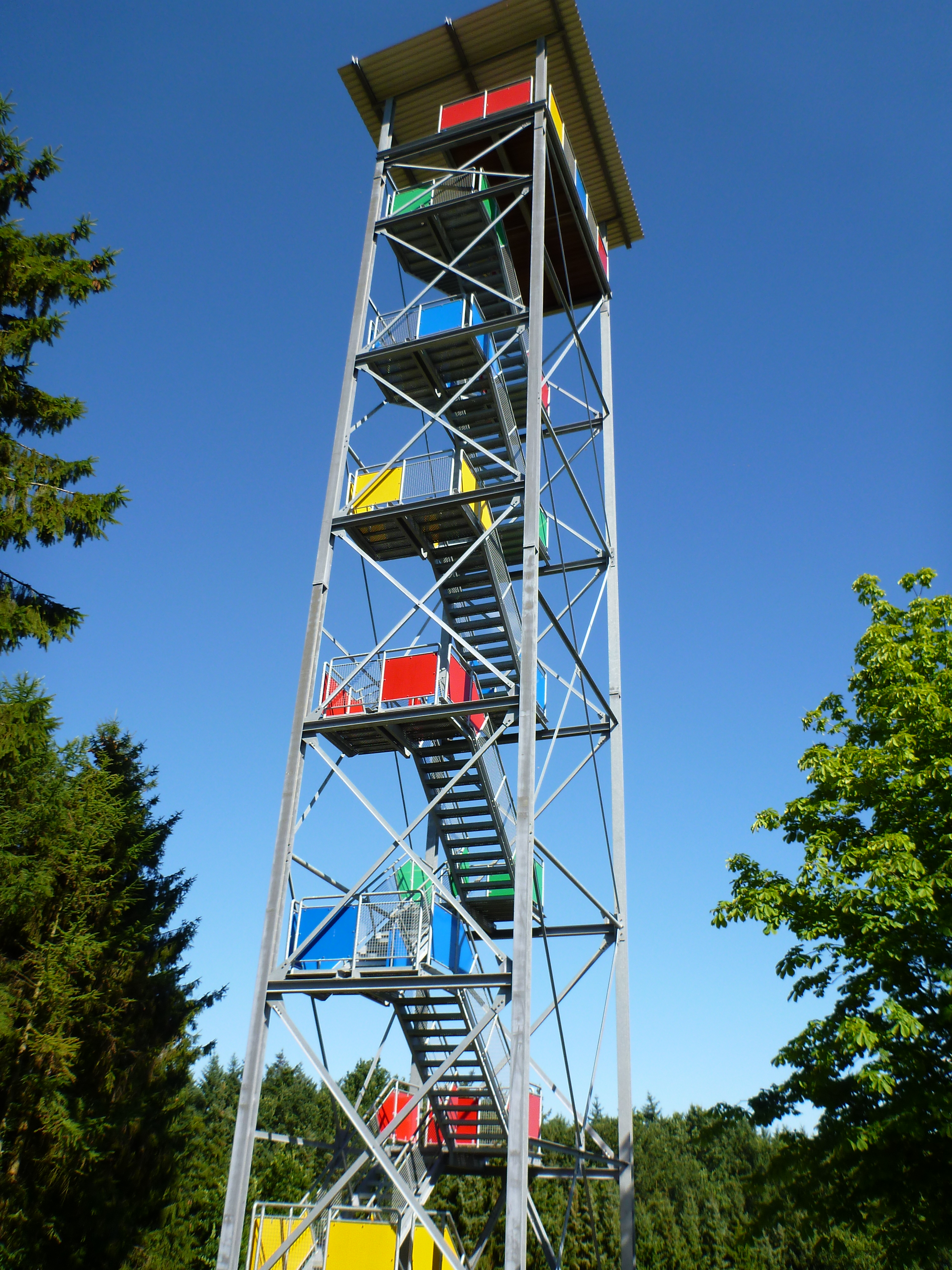
Aussichtsturm im Freizeitpark

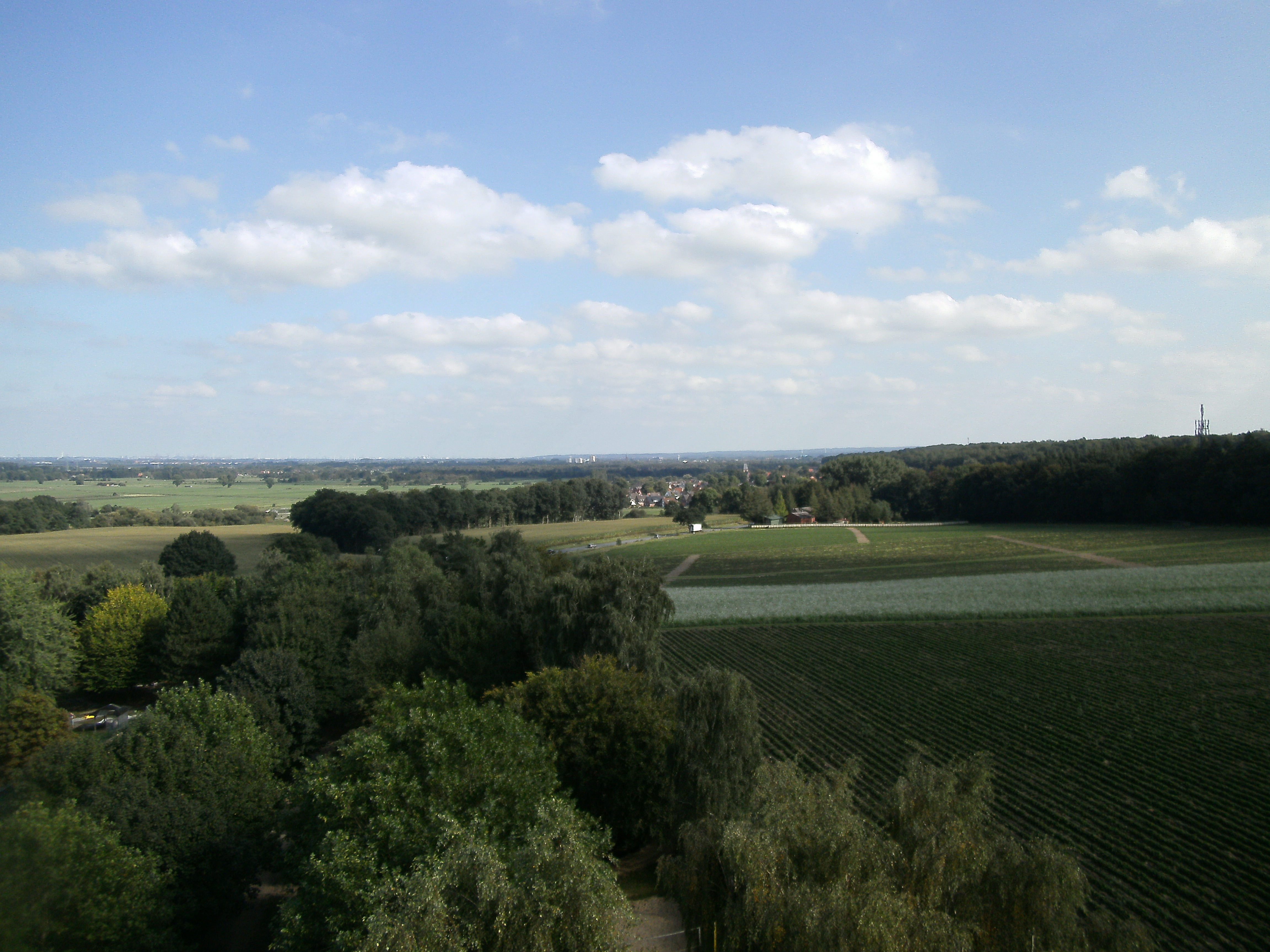
Ausblick vom Nottensdorfer Aussichtsturm nach Südosten über die B 73 nach Hedendorf und Buxtehude.

### Feste
- Kinderfasching im Dorfgemeinschaftshaus
- Osterfeuer am Ostersonntag
- Erntefest am letzten Samstag im September

### Bauwerke, Denkmale
Nottensdorf verfügt neben der Gutsanlage der alteingesessenen Familie von Düring auch über mehrere denkmalgeschützte Einzelbauwerke.

### Freizeit
- Der Freizeitpark Nottensdorf befindet sich auf einem etwa 2 Hektar großen Gelände. Ein 28 Meter hoher Aussichtsturm bietet einen weiten Ausblick.[11]
- Männergesangsverein Eintracht[12]
- Theatergruppe Nottensdorf
- Freiwillige Feuerwehr Nottensdorf

### Friedhöfe
Im November 2020 wurde der privat geführte Ruhewald Nottensdorf eröffnet.

## Verkehr
Nottensdorf wird über die Bundesstraße 73 erschlossen.
Nach Buxtehude verkehrt die KVG-Buslinie 2103, nach Harsefeld die Linie 2063 und nach Horneburg die Linie 2064.
Im Norden verläuft die Niederelbebahn.

## Sport
- FSV Bliedersdorf/Nottensdorf (Fußballverein, Fusion aus FC Nottensdorf 03 und SV Bliedersdorf aus dem Nachbarort Bliedersdorf)
- Squash-Club Nottensdorf
- Tennisclub Nottensdorf
- Pickleball Nottensdorf

## Persönlichkeiten, die mit Nottensdorf verbunden sind

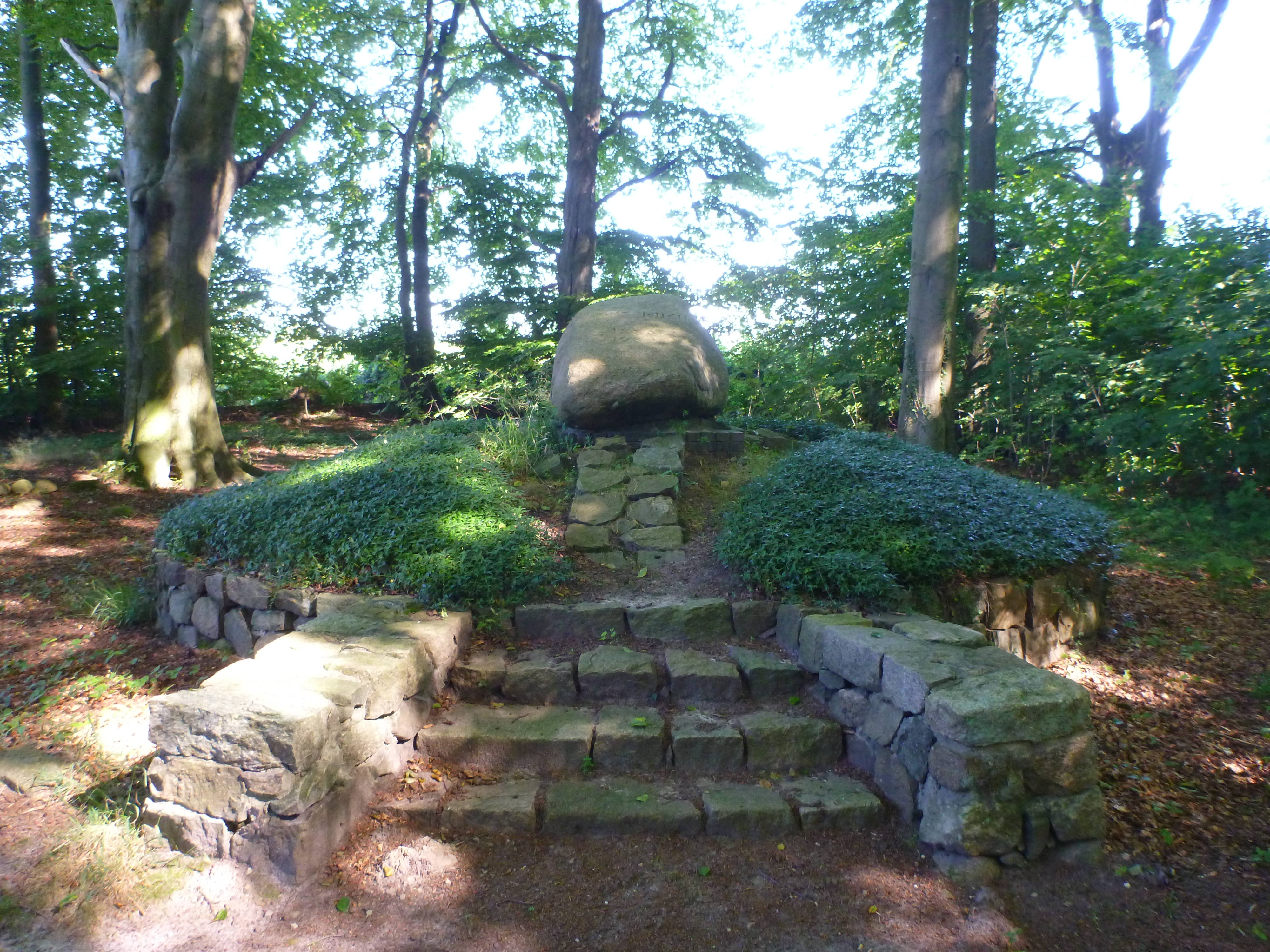
Grab- und Gedenkstätte für Hans Much im Wald am Ortsrand

1932 wurde eine Grab- und Gedenkstätte für den in Hamburg tätigen Medizin-Professor Hans Much nach einem Entwurf von Fritz Höger errichtet. Auf dem großen Findling ist die Inschrift „HANS MUCH 1880–1932“ zu lesen. Rund um die Gedenkstätte findet man Feldsteine mit den Namen seiner Pekinesen-Hunde Han-Foo, Wu-Ti, Yan-Yan und Ping-Pong. Muchs Urne wurde auf seinen Wunsch unter dem großen Findling beigesetzt. Seine Beziehung zur Gemeinde Nottensdorf beruht auf einer Freundschaft mit der dort bis zu ihrem Tod im Jahr 1957 ansässigen Gutsfrau Thekla von Düring.
Von 1969 bis zu ihrem Tod im Jahr 2006 lebte die Schriftstellerin Barbara Bartos-Höppner in Nottensdorf. Sie wurde in Buxtehude beerdigt. In ihrem Haus im Bärenwinkel (Am Walde 20, 21640 Nottensdorf) befindet sich seit 2001 der Sitz der Bartos-Höppner-Stiftung.